# Ralph Ellison
Ralph Ellison   (Oklahoma City, 1 de març de 1914 - Nova York, 16 d'abril de 1994) va ser un intel·lectual i escriptor afroamericà. La seva obra principal és la novel·la Invisible Man, que va guanyar el National Book Award el 1953.

## Biografia
El seu pare Lewis Alfred Ellison li va posar el nom en honor de Ralph Waldo Emerson, un il·lustre escriptor i poeta del segle xix.
Ralph Waldo Ellison va néixer a Oklahoma el 1914. Privat del seu pare als tres anys, es va enamorar de la música després que la seva mare li regalés una corneta de segona mà. Sorprès per les capacitats del jove, Ludwig Hebestreit, el fundador de l'orquestra simfònica d'Oklahoma accepta de donar-li classes particulars a canvi del manteniment de la seva gespa. Perseguint el somni de convertir-se en músic, Ellison fa diversos petits oficis per poder pagar els seus estudis. Va ser sobretot operador d'ascensors durant dos anys. El 1933, l'Institut de Tuskegee, una de les universitats negres més famoses dels Estats Units, li va concedir una beca. Per manca de diners, només pot arribar a l'estat d'Alabama, que acull l'institut, anat de forma clandestina en diversos trens de mercaderies. El seu aprenentatge, durant el qual va rebre classes de trompeta i composició simfònica de William L. Dawson, va ser difícil i després de tres anys es va traslladar a Nova York. Allà va conèixer l'escriptor afroamericà Richard Wright. La literatura encara no està al centre de les preocupacions d'Ellison, l'ambició del qual de convertir-se en músic segueix intacta encara que també experimenti amb l'escultura durant un temps.
Però Wright el va animar, oferint-se a escriure per a la revista New Challenge, de la qual era coeditor. Ellison escriu una ressenya i després una història curta, titulada "Com va pagar a Hymie un policia”, que no apareixerà mai a la revista la publicació de la qual està aturada.
Tanmateix, un esdeveniment capgira la seva vida.; assabentat que la seva mare està greument malalta, va als voltants de Cincinnati on l'han traslladat. La troba morint-se i incapaç de reconèixer-lo; la seva mort es produeix l'endemà. La seva mort és un xoc que marca per a ell «el final de la infantesa» i Ellison es va quedar a Dayton Ohio durant set mesos, d'octubre de 1937 a abril de 1938, per tenir cura del seu germà Herbert. Incapaç de trobar feina, dedica gran part del seu temps a collir fruita i caçar al camp dels voltants. Un dels notables més influents de la comunitat afroamericana de la ciutat, el metge William O. Stockes, a qui va conèixer en un restaurant on s'havia acostumat a escriure, es va fixar en ell i li va oferir utilitzar el seu estudi i la seva màquina d'escriure. En aquest moment fa un tomb definitiu a la literatura, dibuixant diversos contes i una novel·la que titula Slick.
De tornada a Nova York, va ser reclutat pel Federal Writers' Project i va dur a terme investigacions sobre la història dels afroamericans a la ciutat Encara que no es va unir al Partit Comunista com el seu amic Wright, va gravitar en la seva òrbita i es va convertir en un col·laborador habitual de New Masses, un diari d'orientació marxista, al qual va lliurar articles d'opinió i notícies. La seva col·laboració amb el diari es reforça a partir de 1940, en un moment en què el suport que testimonien New Masses al pacte nazi-soviètic i a l'ocupació de Polònia allunya una gran part dels intel·lectuals de les seves columnes. Abandonant la seva novel·la Slick, escriu contes breus que troba inspiració en episodis de la seva joventut a Oklahoma City.: un d'ells, titulat “Afternoon”, és seleccionat per a l'antologia American Writing (1940).
Entre 1947 i 1951, va publicar algunes crítiques, però va dedicar la major part del seu temps a escriure Invisible Man, publicat el 1952 per Random House. Aquesta novel·la d'aprenentatge presenta un jove afroamericà anònim del sud dels Estats Units a la dècada de 1940. Durant un viatge que el porta d'una universitat negra del sud a Nova York, a poc a poc va prenent consciència de la seva invisibilitat social en la societat estatunidenca. L'obra principal d'Ellison i l'única novel·la completada de l'escriptor, va guanyar el National Book Award de 1953.
L'any 1964, Shadow and act aplega una sèrie d'articles, ressenyes i entrevistes repartides al llarg d'un període de 22 anys. Reflecteix les àrees centrals d'enfocament d'Ellison: literatura però també música, sobretot jazz i blues. L'any 1986 es va publicar un segon volum d'articles, Anant al territori.

## Obres

### Novel·les
- Home invisible. Nova York: Random House, 1952.
- Juneteenth: a novel. Nova York: Random House, 1999,ISBN 0-394-46457-5

### Recull de contes
- Flying Home and other stories.

### Assajos
- Shadow and Act. Nova York: Random House, 1964
- Going to the Territory. Nova York: Random House, 1986 ISBN 978-0-394-54050-4
- The Collected Essays of Ralph Ellison. Prefaci de Saul Bellow. New York: Modern Library, 1995 ISBN 978-0-679-60176-0
- Living with music: Ralph Ellison's Jazz. Nova York: the Modern Library, 2002, ISBN 0-375-76023-7